# 人妻の湿地帯 舌先に乱されて
『人妻の湿地帯 舌先に乱されて』（ひとづまのしっちたい したさきにみだされて）は、2020年に公開された日本の映画。

## 概要
2020年1月24日、上野オークラ劇場ほかで劇場公開。オーピー映画配給の工藤雅典監督作3作目にあたる作品であり、初の本格サスペンス作品。ヒッチコック映画をイメージにピンク映画の味付けをしたものとなっており、オール蓼科ロケで撮影された。
撮影スケジュールの都合から夏の終わりの設定だったのだが、最終稿では冬の初めの設定となっている。撮影段階での台本タイトルは「夢の衣を脱ぐとき」。

## あらすじ
湖畔の別荘地。霧の深いある日、倒れていた女性を助けた精神科医の松村。持ち物から名前が葛城陽子と判明するが過去の記憶はなく、不鮮明ながら思い出せるのは下着姿で拘束されていた凌辱の思い出であった。後日、夫と称する匡が医院を訪ね彼女を連れ帰るが、記憶は戻らない。

## キャスト
葛城陽子
演 - 希島あいり
松村がジョギング中、湖畔で発見した記憶喪失の女性。
松村和枝
演 - 並木塔子
松村の妻。精神が不安定なこともあり東京から湖畔の地へ引っ越してきた。
佐伯真理子
演 - 麻倉ゆあ
葛城邸の家政婦。巨乳。
松村浩司
演 - 関幸治
精神内科が専門の医師。趣味はジョギング。定期的に町の医院で外来を受け付け、自宅でも治療院を開く。
葛城匡
演 - 折笠慎也
陽子の夫を自称する男。たくさんの部屋のある不思議な家に住み、家政婦の真理子を雇う。
北本裕介
演 - 古本恭一
水道工事屋。松村家を訪問する。

## スタッフ
- 監督・脚本・編集：工藤雅典
- 脚本：橘満八[3]
- プロデューサー：秋山兼定
- 撮影：村石直人
- 音楽：たつのすけ
- 照明：小川満
- 録音・整音：大塚学
- VFX：竹内英考
- ポスター：MAYA
- スチール：伊藤太
- 協力：浅生マサヒロ、KOMOTO DUCT

- 仕上げ：東映ラボ・テック
- 制作：ネクストワン
- 提供・配給：オーピー映画